# Atsushi Ōkubo
Atsushi Ōkubo (大久保篤?, Ōkubo Atsushi, talvolta traslitterato Atsushi Ohkubo; 20 settembre 1979) è un fumettista giapponese.
È noto per essere lo scrittore e illustratore del manga Soul Eater, successivamente adattato in una serie TV anime di 51 episodi dallo studio Bones, e del manga Fire Force, successivamente adattato in una serie TV anime di 72 episodi dallo studio David Production. Ha esordito come assistente di Rando Ayamine, lavorando nella serie manga Get Backers. Ha creato anche opere d'arte di diverse schede per il gioco Lord of Vermillion.

## Biografia
Atsushi Ōkubo non era uno studente modello ed era più attratto dal disegno che dall'apprendimento. All'età di 20 anni, dopo aver terminato gli studi in una scuola di manga incontrò Rando Ayamine e lavorò per due anni come suo assistente. Infine, vinse un concorso della Square Enix's Gangan magazine con il suo primo manga, B. Ichi, composto da quattro volumi.
Dopo la fine di questo manga creò Soul Eater, un manga serializzato sempre dalla Square Enix che lo portò al successo in tutto il mondo. Nel 2008 quest'opera fu adattata in una serie TV di 51 episodi animata dallo studio Bones e prodotto sempre da questi con Dentsu e TV Tokyo. Mentre essa si è conclusa con un finale alternativo, il manga è proseguito e la serializzazione si è conclusa il 12 agosto 2013, per un totale di 113 capitoli raccolti in 25 volumi, dando risvolti completamente diversi rispetto alla serie TV. La peculiarità di questa serie sta nel fatto che Ōkubo descrive nelle vignette la sua visione dell'animo dell'uomo (dando molta importanza al concetto di follia e di coraggio).
Nel 2010 Ōkubo annunciò dell'imminente uscita di un suo nuovo manga, uno spin-off di Soul Eater. Nello stesso anno Square Enix rilasciò, appunto, Soul Eater NOT!. Lo spin-off si è concluso nel 2014, con un totale di 41 capitoli e 5 volumi.
Dal 2015, un anno dopo la conclusione della sua ultima opera, Ōkubo sta lavorando a Fire Force, la sua serie inedita pubblicata sulle pagine del settimanale Weekly Shōnen Magazine. La serializzazione di Fire Force si conclude il 22 febbraio 2022 dopo quasi 7 anni di serializzazione con un totale di 304 capitoli e 34 volumi. Fire Force ha avuto anche un adattamento anime con la prima stagione andata in onda dal 5 luglio al 27 dicembre del 2019. A dicembre dello stesso anno viene annunciata una seconda stagione che verrà poi trasmessa in onda dal 3 luglio al 15 dicembre 2020. È stata annunciata una terza stagione.
Ha curato il character design originale dell'anime KamiErabi GOD.app, in uscita a ottobre 2023.

## Opere
- Get Backers (1999-2007) - Assistente artista
- B. Ichi (B壱?) (2001-2002) - Sceneggiatore e disegnatore
- Soul Eater (2003-2013) - Sceneggiatore e disegnatore
- Soul Eater Not! (2011-2014) - Sceneggiatore e disegnatore
- Fire Force (2015 - 2022) - Sceneggiatore e disegnatore

Fonti:

## Assistenti
- Maru Tomoyuki (Tripeace)
- Takatoshi Shiozawa (FULL MOON)
- Takuji Kato (The Unusual Front)
- Yoshiki Tonogai (Doubt)